# Неманци
 Тази статия е за селото в Егейска Македония, Гърция.  За селото в Северна Македония вижте Неманици.  
Неманци (изписване до 1945 година: Нѣманци, известно и с турското си име Чомлекчи, Чомлек, на гръцки: Διπόταμος, Дипотамос, до 1926 Τσομλεκτσή, Цомлекци) е село в Егейска Македония, Гърция, дем Кукуш (Килкис) на административна област Централна Македония. Неманци има население от 200 души (2001).

## География
Селото е разположено на 8 километра североизточно от град Кукуш (Килкис).

## История

### В Османската империя
В XIX век Неманци е българско село в каза Аврет Хисар (Кукуш) на Османската империя. В „Етнография на вилаетите Адрианопол, Монастир и Салоника“, издадена в Константинопол в 1878 година и отразяваща статистиката на населението от 1873 година, Нееманци (Néémantzi) е посочено като селище в каза Аврет Хисар (Кукуш) с 36 домакинства, като жителите му са 178 българи.
Според статистиката на Васил Кънчов („Македония. Етнография и статистика“) в 1900 година Нѣманци (Чомлекъ) има 160 жители българи и 80 цигани.
Християнското население на селото е под върховенството на Българската екзархия. По данни на секретаря на Екзархията Димитър Мишев („La Macédoine et sa Population Chrétienne“) в 1905 година в Неманци (Nemantzi) има 360 българи екзархисти и в селото работи българско училище.
По време на Балканската война 4 души от Неманци се включват като доброволци в Македоно-одринското опълчение.

### В Гърция
Селото остава в Гърция след Междусъюзническата война. Населението му се изселва в България и на негово място са настанени гърци бежанци. През 1926 години селото е прекръстено на Дипотамос. В 1928 година селото е изцяло бежанско със 100 семейства и 324 жители бежанци.

## Личности
Родени в Неманци
- Гоце Тушев, македоно-одрински опълченец, 2 рота на 3 солунска дружина[8]
- Мино Димчев (Динчев), македоно-одрински опълченец, 1 рота на 3 солунска дружина, носител на кръст „За храброст“ IV степен[9]
- Тодор Илиев Матеевски (1891 – ?), македоно-одрински опълченец, 15 щипска дружина[10]
- Трайче Танов (Трайко Танев, Нимански, 1891 – ?), четник на Кръстьо Асенов в 1903 година,[11] македоно-одрински опълченец, Нестроева рота на 3 солунска дружина[12]

Починали в Неманци
- Милан Делчев (1883 – 1903), български революционер